# A bárányhimlő (South Park)
A bárányhimlő (Chickenpox) a South Park című rajzfilmsorozat 23. része (a 2. évad 10. epizódja). Elsőként 1998. augusztus 26-án sugározták az Egyesült Államokban.

## Cselekmény
Az epizód szerint bárányhimlő-járvány tört ki a South Park-i iskolások között, megbetegítve Stan nővérét, Shelley-t és Kennyt. Stan, Kyle és Cartman nem fertőződik meg, ezért szüleik a későbbi lehetséges veszélyek miatt aggódva a gyengélkedő Kennyhez küldik őket aludni, hogy még gyerekkorukban átessenek a betegségen. Cartman és Stan meg is betegszik (Stan kórházba kerül), Kyle azonban nem kapja el a bárányhimlőt és hamarosan a tudomására jut a szülők összeesküvése, melynek tényleges okát nem ismeri.
Mrs. Broflovski – miután megtudja, hogy férje, Gerald és Kenny apja valaha barátok voltak – azt tervezi, hogy kibékíti őket és közös horgászatot szervez nekik. A terv rosszul sül el, mert a két férfi némi szóváltás után összeverekszik. Mr. McCormick féltékeny Gerald sikereire, mert szerinte ő mindent megkapott fiatalkorában, hogy ügyvédi karriert futhasson be. Gerald viszont korábban arról beszélt Kyle-nak, hogy egy kapitalista társadalomban szükség van „gazdagokra és csórókra”. Kyle ezért arra a következtetésre jut, hogy a szegények gettóba zárása megoldaná a problémát és jobbá tenné a világot; amikor Gerald ezt meghallja, rádöbben, valójában mennyire érzéketlen nézeteket vallott.
Stan megszökik a kórházból és a többiekkel együtt bosszút forral a felnőttek ellen; Séf bácsi akaratlan közbenjárásával felbérelnek egy herpeszes prostituáltat, Fredát, hogy az fertőzze meg szüleik személyes tárgyait. A gyerekeiket kétségbeesetten kereső felnőttek visszaviszik őket a kórházba, de Kyle ekkor a lappangó betegség miatt összeesik. Az epizód végén a kórházban Gerald bocsánatot kér Kenny apjától, a szülők pedig belátják, hogy megérdemelték a büntetést, azaz a herpesszel való megfertőzöttséget, amiért nem voltak őszinték.

## Kenny halála
- Kenny belehal a fertőzésbe, pár másodperccel az epizód vége előtt. Halála után – pár másodperces ünnepélyes csend után – mindenki nevetésben tör ki.

## Utalások
- Freda jelenete alatt a The Monkees „I'm a Believer” című száma hallható.
- Cartman, útban Kennyék lerobbant háza felé gúnyosan Elvis Presley „In the Ghetto” című dalát énekli.
- Dr. Doctor Stan szökése után megjegyzi, hogy ha a fiú nem tér vissza a kórházba, akkor „…ahogy fuldoklik, a herpesz a fülön át megtámadja az agyat és Mulder ügynöknek képzeli majd magát”.
- Cartman hálózsákján Steve Urkel, a „Family Matters” című amerikai szituációs komédia egyik szereplője figyelhető meg.
- Stan a kórházban van és a fogalmazását írja, hogy mivel teheti jobbá Amerikát. Utolsó mondatát így fejezi be: ... És ezért van, hogy a "Knight Rider" a legjobb sorozat a világon...

A Knight Rider valóban a 80-as évek egyik sikersorozata volt.

## Bakik
- Amikor Kenny lekapcsolja a lámpát, nem bárányhimlős.
- A bárányhimlő kb. tíz nap alatt alakul ki; noha Kyle sokáig nem fertőződött meg és Stan korábban elkaphatta a nővérétől, de Cartman semmiképpen sem lehetett volna már másnap beteg.
- Amikor Freda megfertőzi Cartman anyjának a fehérneműjét, a mögötte ugráló Cartman nem bárányhimlős.